# ケッタウェイズ
ケッタウェイズ（Kettaways）は、日本のアマチュアバンドである。

## 概要
1977年 - 1980年代にかけて、静岡放送（SBSラジオ）で放送されていた若者向けラジオ番組（下記参照）を担当していた当時の若手アナウンサーやディレクターによって1978年7月に結成されたバンドである。1984年の解散まで約7年間活動した。
番組の人気に目をつけられ、イベント出演依頼を多数受けるようになり、本来のトーク等で題材に行き詰まり「バンド」による演奏を立案し実現した。メンバーの本来業務の終了後、深夜に練習を重ね、それぞれが活動にのめりこむ中、技術の向上、作詞作曲を分担しオリジナル楽曲を発表する等、アマチュアバンドながら本格的なエレキバンドとなっていった。
- 「1400（いちよんまるまる）デンリクナイター」(1977年4月 - 9月、厳密にはこの番組当時はまだバンド活動を開始していない）
- 「1400デンリクアワー」（1977年10月 - 1978年9月、1978年7月22日のフェスタはままつで『無名バンド』として初公開。）[1]。
- 「ぶっちゃけスタジオCut in!」（1978年10月 - 1981年9月）
- 「フリーステーション1.2.0（ワンツーオー）」（1981年10月 - 1984年4月、タイトルは120分番組となったことに因む。後年には80分番組となったが「1時間20分番組だから1.2.0のままでいい」ということでタイトルは変更されなかった。当時TBSラジオで放送されていた「フリーステーション｣とは関係がない。）

## 命名の由来
映画「The Getaway」のような格好良い語感と、「ケッタイなやつら」という意味から。
命名については、番組リスナーから募集したところ「アニマルメイツ」や「お笑い4人組」などと、本人たちが希望するようなバンド活動よりも笑いを主軸に置いたような名前ばかりであった。当時の國本・荻島の当時の上司である神村敏行に「どんな名前が付けたいんだ？」と尋ねられた際、格好の良い名前をと「Gettaway」を例として挙げたところ、「点々を取ってしまえ」と言われたことにより「ゲッタウェイズ」が「ケッタウェイズ」となった。お前たちは蹴っ飛ばされてもへこたれないだろうと言われたというのと、方言的に「自転車」のことを「ケッタマシーン」と呼び、リスナーがイベントに来るのに自転車を使っていたことも要因であるといわれている（SBS退職後の國本がFM放送へのゲスト出演や、SBSラジオ60周年記念番組内などで当時のことを振り返り説明している）。

## メンバー
- 荻島正己 - 元静岡放送アナウンサー、メイン・ヴォーカル兼リードギター・１２弦ギター
- 國本良博 - 同上、ヴォーカル兼サイドギター・キーボード
- 佐藤信雄 - 元静岡放送ディレクター、ベースギター・パーカッション
- 鷹森泉 - 同上、ドラム

楽曲によっては担当楽器を入れ替えることがあった。ライブでは「現場移動」と称され、移動、準備の間のトークによる場つなぎを行った。

## 歌
結成当初は、グループサウンズ、ビートルズ、ベイシティ・ローラーズ等のカヴァーを中心に、公募で詩を募った「心の扉」なども絡めて演奏を行っていた。その後メンバーそれぞれが作詞、作曲等を行いレパートリーを増やし、徐々にカヴァー曲の比率を下げ、オリジナル曲演奏が増えていった。主なオリジナル曲は「風よ翼に」「心の扉」など。

## 活動
静岡放送（SBS) の主催するイベント（フェスタしずおか・ぬまづ・はままつ）や、番組リスナー対象としたデパート等での「イベント」内でのライブ演奏を中心に活動した。バンドとしての単独ホールコンサートは解散コンサートを含め5回開催している（イベント、ホールコンサートとも入場料は無料であった）。
1979年度アノンシスト賞「アナウンサー活動称揚部門」にて、独自の活動が認められ「放送活動賞」を受賞。
結成当初はキーボード担当で当時SBSアナウンサーで番組にも出演していた河野憲了（SBS退職後伊達けんとしてフリーアナウンサー）が参加していたが、のちに脱退。その後は4人で活動していたが、荻嶋がSBSからTBSの早朝番組のメイン司会者として出向することとなり、ケッタウェイズとして活動を続けることができなくなった。当初は半年の予定であったが番組の好調により再三出向期間が延長され（1982年4月 - 1985年3月）、最終的には荻嶋はSBSを退社しフリーアナウンサーとなる。）。
荻嶋の出向時に「Kettaways 1st Break Concert」（1982年3月25日）を行い、活動を一旦停止する。その後、荻嶋がSBSに戻れたわけではないが、戻れた際に活動を継続できるようにと「Kettaways 4th Concert」（1983年5月1日）を行い､「ケッタウェイズは伝説ではない」と高らかにケッタウェイズの復活を告げた。しかし、母体となる番組の終了、荻島の帰静が再三にわたり延期となったこと等で活動の継続がさらに難しくなったため、その翌年には「Kettaways Final Concert」（1984年10月13日）を行い、多くのファンに惜しまれつつも、7年間の活動にピリオドを打った。
ライブやコンサートは規模の大小、ゲスト出演も含め、30回以上行われたとされる。一回で2000人の客を軽く動員したこともあり、これが元で追加公演も行われたこともあったという。ファイナルコンサートを最後に解散したが、静岡市青葉公園で開催されたSBSラジオのイベントで「ケッタウェイズ再結成コンサート」（1997年11月16日）が行われ、13年ぶりにファンの前に姿を見せた。このコンサートの模様は、翌年にSBSラジオの特別番組「Kettaways　Forever」としてOAされた。

## 近年の動向
2011年末に、2012年3月4日、「ケッタウェイズ ぶっちゃけ同窓会 〜あの時ラジオは若かった〜」と題する、静岡市のライブハウスで「同窓会コンサート」を開催することが発表された。当日は、150名以上の観客を集め2部構成、3時間の「演奏会」となった。
2012年3月24日、青葉シンボルロードにて開催された「SBSラジオパーク」内で「SBSパーソナリティ大集合」（生放送）内のコーナーとして「再々結成ライブ」として、オリジナル曲6曲を演奏した（厳密には1997年の「再結成」以来「再解散」はしていない）。
2014年6月21日、荻嶋正己が食道癌の闘病の末逝去、ケッタウェイズの再結成の可能性は完全に断たれることとなった。

## エピソード
- 「フリーステーション1.2.0!」最終回の荻嶋正己の発言によると、バンドのリーダーは月替わりだったそうである（実際にはリーダーは置いていない。ちなみに番組最終回当時の「今月のリーダー」は荻島曰く、佐藤信雄であったという。）。
- 「4th Concert」では直前にドラムのディレクターの鷹森泉が盲腸で入院、中止もできない状況でコンサート開催が危ぶまれたが当時第2期フリステに出演していた後藤さとるが所属する地元静岡のアマチュアバンド「タランチュラ」のドラマー、矢川淑朗がピンチヒッターを受け持ち、コンサートを行なうことができた。この時会場では入院中のディレクターの鷹森を見舞った際、病院で録音したファンに対するメッセージが公開され、「この痛みをあなたにも分けてあげたい」という「一言」で会場は大爆笑に陥るというハプニングもあった。
- 静岡県の民放テレビ局としてSBS静岡放送とは競合するライバル局である静岡第一テレビの若者向け情報バラエティ番組「JanJanサタデー」に出演したことがある。これは國本良博がJanJanサタデーに出演していた、当時静岡第一テレビアナウンサーの「ミスターK」こと北嶋興と交友があったことから実現したもので、競合する放送局のアナウンサーと関係者が他局の番組に出演したことは極めて異例の出来事であった。ちなみにこの出演前には、國本が「フリーステーション1.2.0!」に北嶋をゲストとして招いている。
- 残されていた音源を利用し、公式サイト「KETTAWAYS MUSEUM」管理人により、オリジナル曲を収録したレコードを自費出版したことがある[2]。そのレコードに収録漏れの曲や「再結成コンサート」後に作られた新曲「Love is Everywhere」を追加収録したCD-Rも後年制作された（アナウンサーの國本の退社記念番組（2009年12月31日）でも聴取者プレゼントとされた）。
- 2012年3月の「ぶっちゃけ同窓会」及び「再々結成コンサート」には、ベース担当の佐藤信雄は都合により参加できず、國本が現在活動しているバンド「THE　LEGEND」のベーシスト竹島躍が代理として演奏した。
- 2013年4月國本の著書「くんちゃんのはなしのはなし」が発売[3]。局アナ時代のエピソードなどを回顧、検証を加えて記述されている。また、付属のDVDにてKettawaysのコンサート映像（ファーストコンサート、再結成コンサート、同窓会コンサートのダイジェスト）、SBS局アナとしてSDT「JanJanサタデー」への出演時の映像などが収録されている。
- KAWAIで「ケッタウェイズモデル」のエレクトリックギターとエレクトリックベースが特別に製作され、メンバーに贈られている。ギターはそれぞれ荻島と國本に一本ずつ製作された。